# Eulitopus purpureus
Eulitopus purpureus là một loài bọ cánh cứng trong họ Cerambycidae.